# Острво Бујан
У Књизи о голубовима и другим средњовековним руским књигама, острво Бујан (рус. Буя́н)  описује се као мистериозно острво у океану са способношћу да се појављује и нестаје са плимом. Тамо живе три брата, северни, западни и источни ветрови, а такође и Зорје, соларне богиње, које су слуге или ћерке соларног бога Дажбога. Постаје познато захваљујући причи Пушкина "Прича о цару Салтану", која је настала 1831. године.

## Позадина
Острво Бујан је истакнуто у многим познатим митовима. Кошћеј Бесмртни чува своју душу или бесмртност скривену управо на овом острву. Друге легенде називају острво извором свих временских прилика, које је тамо створио и послао у свет бог Перун. Бујан се такође појављује у Причи о цару Салтану, о његовом сину, славном и моћном богатиру, кнезу Гвидону Салтановичу, и о лепој принцези-лабуду, која је смештена делимично у Тмутаракану и у магичном граду Леденец (рус. Леденец) на острву Бујан, као и у многим другим словенским бајкама. Важно је рећи да Бујан има митски камен са лековитим и магичним моћима, познат као алатир (рус. Алатырь), коју чувају птица Гагана и змија Гарафена. 
Неки научници Бујана тумаче као неку врсту „словенског фолклора“. Неки научници, као што је В. Вилибахов, тврде да је Бујан заправо словенско име за неко право острво, највероватније острво Риген у Балтичком мору.
У архипелагу Северне Земље постоји право острво Бујан, али је откривено и названо много касније него што су се појавиле приче о острву из бајке (већ у 20. веку). Острво Бујан се такође налази у граду Гус-Хрустални. Налази се на истоименом језеру, које је некада био каменолом циглане.

## Утицај
- Корвета класе Бујан је класа корвета, које користи руска морнарица.
- Бујан је ресторан руске кухиње у Сингапуру који је тренутно затворен.[6]
- Бујан се користи као име једне од планета у видео игри Сигналис.